# ریواداویا
ریواداویا (به اسپانیایی: Rivadavia) یک منطقهٔ مسکونی در آرژانتین است که در بخش ریواداویا (مندوزا) واقع شده‌است. ریواداویا ۸۲٬۵۸۲ نفر جمعیت دارد و ۶۵۹ متر بالاتر از سطح دریا واقع شده‌است.